# Мухаммед Хашим-хан
Мухаммед Хашим-хан (1884—1953) — політичний діяч, прем'єр-міністр Афганістану у 1929–1946 роках.